# Subaru
A Subaru (em escrita japonesa katakana: スバル),  é uma empresa automobilística japonesa, subsidiária do grupo industrial Fuji Heavy Industries Co., Ltd. (FHI).  A norte-americana General Motors já teve uma participação minoritária de 20% em suas ações.

## História

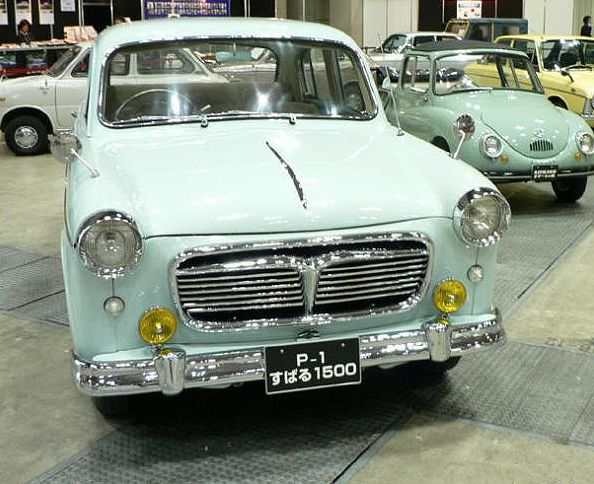
Subaru 1500 de 1954, primeiro veículo da montadora.

Criada em 23 de fevereiro de 1953, foi uma das primeiras empresas automobilísticas do Japão. "Subaru", que é o nome, em japonês, do grupo de estrelas Plêiades, está representado no logotipo da empresa. Apesar de ser uma empresa pequena no ramo automobilístico, quando comparada com muitas de suas competidoras, a Subaru vem sendo uma empresa altamente lucrativa há vários anos. É notável por sua produção de automóveis convencionais (três-volumes, carrinha/perua e "hatch") com tração integral 4X4 (de fato, em muitos dos mercados que atua, a única oferta de veículos disponível da marca é com este tipo de tração, além de utilizar motor boxer, com 4 cilindros opostos dois a dois.
Os veículos mais conhecidos da marca Subaru são as versões com turbocompressor dos modelos Legacy e Impreza. Versões modificadas de seu modelo WRX e do Subaru Impreza WRX STi vêm competindo há anos com sucesso em provas de rali, tais como o Campeonato Mundial de Rali.
Recentemente, a Toyota comprou a participação que a GM detinha sobre a Subaru, e criou uma aliança tecnológica em que ambas partilham variados componentes. Enquanto a Toyota utilizará as fábricas da Subaru nos Estados Unidos, a Subaru irá utilizar a tecnologia híbrida Toyota. Em 10 de abril de 2008 a Toyota e a Fuji Heavy Industries, controladora da Subaru, anunciaram o aprofundamento do seu programa de cooperação, o qual passará a abranger o desenvolvimento conjunto de um modelo esportivo e o fornecimento de modelos compactos para a Subaru. 

## Veículos
- 1000
- 1500
- 360
- Baja
- B9 Tribeca
- Subaru BRZ
- Subaru Crosstrek
- Exiga
- Forester
- Impreza
- Impreza WRX
- Justy
- Impreza WRX STi
- Legacy
- Outback
- Pleo
- R1
- R-2
- Rex
- Stella
- Vivio
- XV

## Tecnologias
A SUBARU iniciou a produção em massa de veículos 4WD (antecedente do AWD) em 1972. Nessa altura esses veículos eram, na sua generalidade, próprios para trabalhos pesados, envolvendo por vezes terrenos difíceis.
Incorporar o sistema 4WD nos veículos de passageiros, apesar de ser uma ideia evolucionária, revelou-se uma ideia certa, aproveitando essa tecnologia para conjugar a excelência do conforto de condução com um nível de tracção e de desempenho mais eficazes.
Nos anos que se sucederam a SUBARU continuou a refinar a tecnologia AWD(All Wheel Drive) para assegurar níveis superiores de segurança e estabilidade.
Os sistemas AWD SUBARU são mundialmente reconhecidos pelas vantagens de desempenho alcançadas em termos de segurança de condução a velocidades mais elevadas, com condução de alto nível e capacidade de manobra.
A SUBARU desde 1965 que produz motores boxer ou de cilindros horizontalmente opostos montado longitudinalmente, sendo uma das poucas marcas no mundo a utilizar motores com esta disposição.
Possuindo cilindros cujo movimento é sincronizado e simétrico entre ambos os lados, um motor com esta disposição caracteriza-se por um baixo nível de vibrações, configuração balanceada, leve e compacto, além do baixo nível de centro de gravidade que se obtém, o qual permite uma melhor e maior estabilidade em curva.
Adicionalmente, em caso de colisão frontal, a proteção dos ocupantes da viatura é maior pelo facto do motor ser forçado a recuar para baixo do habitáculo e não para o interior do mesmo.
Ao combinar a elevada performance de tração, proporcionada pelo sistema Symmetrical AWD com o motor Boxer de cilindros horizontalmente opostos, a SUBARU incrementou ainda mais a performance já de si existente.
A disposição longitudinal do motor, ao qual se segue a caixa de de velocidades, o veio de transmissão e o diferencial traseiro, possibilita uma montagem em linha que proporciona um único e elevado nível de simetria com consequente equilíbrio na distribuição de pesos e baixo centro de gravidade do conjunto, conforme demonstra a figura seguinte.
Desta disposição, resulta uma boa eficiência não só ao nível do comportamento do conjunto, como em termos de consumos e baixo ruído de funcionamento.
As diferenças ao nível de performance obtidas por esta disposição diferente mas elementar, não conseguem ser igualadas por disposições concorrentes nem à custa de dispositivos e/ou mecanismos que lhes possam ser associados, conforme se pode verificar nas figuras seguintes referentes a disposições com motores de 4 cilindros em linha montados de forma longitudinal e transversal, respectivamente.
Como resultado, o equilíbrio conseguido com a disposição de todo o conjunto propulsor SUBARU, permite reduzir os momentos de inércia e obter performances difíceis de igualar pela concorrência.

### DIFERENCIAL CENTRAL COM ACOPLAMENTO VISCOSO - para modelos com Transmissão Manual
Uma caixa diferencial é um mecanismo normalmente posicionado entre as rodas direita e esquerda, permitindo o ajustamento de diferentes velocidades de rotação verificadas entre ambas.
A SUBARU decidiu aplicar este princípio ao diferencial central do seu sistema SymmetricalAWD, com acoplamento viscoso de forma a limitar os níveis de potência transferidos, possibilitando o controlo da distribuição de potência verificada entre as rodas da frente e traseiras.
ATS (Active Torque Split) - para modelos com Transmissão Automática
O ATS é a versão do sistema anterior, mas para modelos equipados com transmissão automática.
VTD (Variable Torque Distribution) - para modelos com Transmissão Automática
Este sistema, apenas disponível em modelos equipados com transmissão automática, actua em conjunto com o ATS limitando a potência a transmitir pelo motor, nas situações em que por falta de tracção nas rodas, exista um excesso de potência disponível que resulte num patinar desnecessário das mesmas.
VDC (Vehicle Dynamics Control) - para modelos com Transmissão Automática
Este sistema, apenas disponível em algumas versões da gama Legacy-Outback equipadas com transmissão automática, analisa o comportamento dinâmico da viatura através do input relativo ao ângulo de viragem do volante, de 2 sensores lateral e longitudinal das forças G a que o veículo se encontra sujeito, de um sensor de viragem da carroçaria e de um sensor de aceleração. Em situações de performance elevada e perto dos limites da viatura, o VDC sincroniza a actuação do ABS com o ATS e o VTD, evitando que o condutor perca o controlo da mesma.
A disposição longitudinal do motor Boxer SUBARU, permite que este seja montado à frente do eixo da frente, com a caixa de velocidades imediatamente a seguir, deixando mais espaço para uma fixação da suspensão com maior nível de rigidez, consequentemente mais eficaz. Daqui resulta uma melhor performance em curvas a velocidades elevadas e com fortes forças laterais Gs, uma direcção precisa a velocidades baixas e médias, além do conforto proporcionado pelo facto do curso da suspensão ser maior.
O chassis leve e de elevada rigidez, contribui de forma decisiva para a performance de condução e capacidade de absorção de impacto em caso de colisão. Graças à disposição do motor, é libertado espaço extra na zona onde este se encontra de forma a permitir o reforço da estrutura do chassis.

## Sistema AWD
A tecnologia automóvel dos nossos dias, possibilita 2 sistemas diferentes de tracção, 4x2 ou 4x4.
Enquanto no sistema 4x2 apenas 2 das 4 rodas do veículo (rodas da frente ou traseiras) recebem a potência gerada pelo motor, no sistema 4x4 todas as rodas recebem a potência gerada pelo motor, sendo neste caso feita a distribuição de forma mais eficaz e equilibrada.
A SUBARU utiliza a designação SymmetricalAWD para promover uma distinção clara entre o seu sistema e outros sistemas de tracção permanente às 4 rodas. O sistema SymmetricalAWD proporciona uma elevada performance de condução, sendo claramente diferente dos outros sistemas de tracção às 4 rodas de outros fabricantes os quais têm vindo a ser desenvolvidos com a finalidade de ultrapassar obstáculos ou transitar em vias com mau pavimento ou com piso escorregadio.
O argumento de utilização de tracção integral em condições de piso mau ou com piso escorregadio, criou uma imagem junto de alguns potenciais clientes de que se tratava de uma funcionalidade desnecessária para eles no seu dia-a-dia. Por outro lado, o sistema SymmetricalAWD não é uma função especial para determinadas circunstâncias mas sim um sistema concebido para dar resposta a dois requisitos que são, uma melhor performance de condução e o incremento da segurança na utilização diária por qualquer normal condutor independentemente das condições atmosféricas que se lhe apresentem, reflectindo-se na capacidade de aceleração, estabilidade, travagem e manobrabilidade da viatura.
Consequentemente os veículos equipados com o sistema SymmetricalAWD não compartilham das queixas normalmente atribuídas a outros veículos com tracção às 4 rodas, tais como, desconfortáveis e de condução pouco atrativa ou monótona.

## Subaru no Desporto motorizado

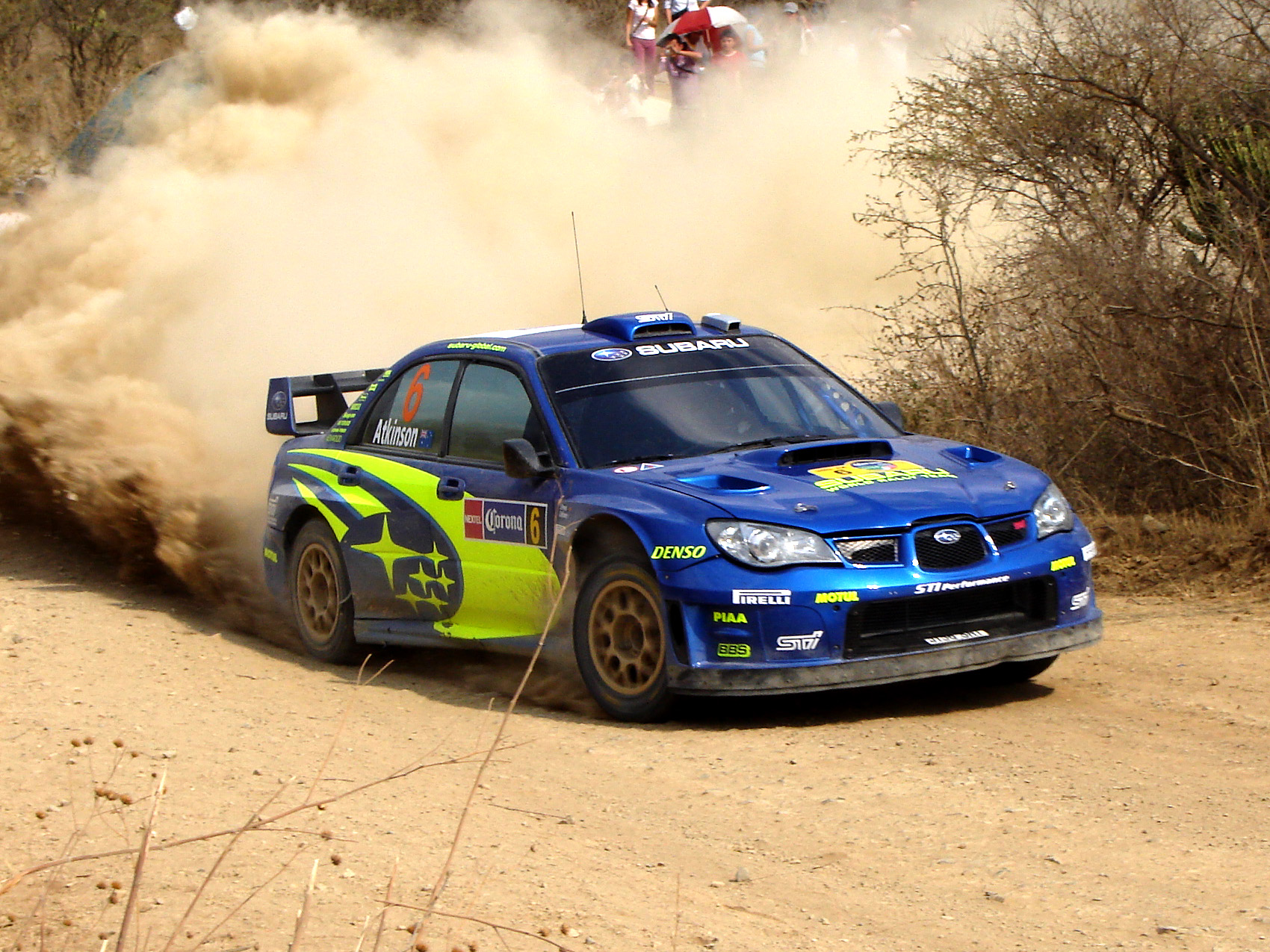
Subaru Impreza WRC em 2008.

### World Rally Championship WRC
- 1995 - Impreza 95  - Ganha Campeonato de Pilotos Colin McRae e Construtores
- 1996 - Impreza 96  - Ganha Campeonato de Construtores
- 1997 - Impreza WRC1997  - Ganha Campeonato de Construtores
- 2001 - Impreza WRC2001  - Ganha Campeonato de Pilotos Richard Burns
- 2003 - Impreza WRC2003  - Ganha Campeonato de Pilotos Petter Solberg